# Moses Lake North
Moses Lake North és una concentració de població designada pel cens dels Estats Units a l'estat de Washington. Segons el cens del 2000 tenia 4.232 habitants.

## Demografia
Segons el cens del 2000, Moses Lake North tenia 4.232 habitants, 1.151 habitatges, i 926 famílies. La densitat de població era de 266,1 habitants per km².
Dels 1.151 habitatges en un 55,7% hi vivien nens de menys de 18 anys, en un 52% hi vivien parelles casades, en un 22,4% dones solteres, i en un 19,5% no eren unitats familiars. En el 13,6% dels habitatges hi vivien persones soles el 4% de les quals corresponia a persones de 65 anys o més que vivien soles. El nombre mitjà de persones vivint en cada habitatge era de 3,41 i el nombre mitjà de persones que vivien en cada família era de 3,72.
Per edats la població es repartia de la següent manera: un 40,5% tenia menys de 18 anys, un 15,1% entre 18 i 24, un 25,4% entre 25 i 44, un 13,8% de 45 a 60 i un 5,2% 65 anys o més.
L'edat mediana era de 22 anys. Per cada 100 dones de 18 o més anys hi havia 96,1 homes.
La renda mediana per habitatge era de 26.645 $ i la renda mediana per família de 26.496 $. Els homes tenien una renda mediana de 28.966 $ mentre que les dones 20.052 $. La renda per capita de la població era de 9.134 $. Aproximadament el 29,3% de les famílies i el 36,8% de la població estaven per davall del llindar de pobresa.

## Poblacions més properes
El següent diagrama mostra les poblacions més properes.